# Piège pour une mère
 (mars 2012).
Si vous disposez d'ouvrages ou d'articles de référence ou si vous connaissez des sites web de qualité traitant du thème abordé ici, merci de compléter l'article en donnant les références utiles à sa vérifiabilité et en les liant à la section « Notes et références ».
Piège pour une mère (A Deadly Encounter) est un téléfilm américain réalisé par Richard Roy, diffusé le 6 septembre 2004 sur Lifetime.

## Synopsis
Joanne est une femme divorcée depuis peu. Elle élève toute seule son fils. Après avoir échappé de peu à un accident de voiture sur la route, cette jeune mère reçoit plusieurs appels téléphoniques anonymes. Ça devient de plus en plus inquiétant d'autant plus qu'elle découvre que quelqu'un est entré par effraction chez elle.

## Fiche technique
- Titre québécois : Rencontre mortelle
- Titre original : A Deadly Encounter
- Réalisation : Richard Roy
- Scénario : Duane Poole
- Photographie : Daniel Vincelette
- Musique : Martin Roy et Carl Bastien
- Société de production : Incendo Productions
- Pays : États-Unis
- Durée : 85 minutes

## Distribution
- Laura Leighton (VF : Joëlle Guigui ; VQ : Isabelle Leyrolles) : Joanne Saunders
- Daniel Magder (VF : Théo Gebel ; VQ : Laurent-Christophe de Ruelle) : Eric Saunders
- Al Goulem (VF : David Krüger) : Stalker
- Frank Schorpion (VF : Thierry Wermuth ; VQ : Louis-Philippe Dandenault) : Keith
- Catherine Colvey (VF : Martine Irzenski) : Shirley
- Larry Day (VF : Pascal Germain ; VQ : Jean-François Blanchard) : Détective Bruder
- Cary Lawrence (arz) : Carol
- Anthony Lemke : Tony Brock
- Maurizio Terrazzano (arz) : Rick Hargate
- France Viens : Cindy

 Source et légende : version française (VF) sur RS Doublage et selon le carton du doublage français télévisuel.

## Accueil
Le téléfilm a été vu par environ 2,6 millions de téléspectateurs lors de sa première diffusion.